# Nina Morato
Stéphanie Morato (París, 2 de marzo de 1966), más conocida como Nina Morato, es una cantante y compositora francesa, conocida por su participación en el Festival de la Canción de Eurovisión 1994.

## Carrera
Grabó varios sencillos bajo los seudónimos de Stéphanie y Stéphanie de Malakoff antes de lanzar su sencillo «Maman» (1993), el primero bajo el nombre de Nina Morato. Esto fue sucedido por la publicación de su álbum de estudio Je suis la mieux, que recibió muy buenas críticas y le valió el premio a "mejor cantante femenina de pop del año" en 1994, en los premios Victoires de la musique. En el disco Je suis la mieux participó el músico francés Matthieu Chédid, con quien se fue de gira.

## Festival de Eurovisión 1994
En 1994, ella fue elegida internamente para representar a Francia en el Festival de Eurovisión ese mismo año, con la canción "Je suis un vrai garçon" ("Soy un chico de verdad"). Surgió la controversia a partir de la frase "Je sais je suis son amour, mais putain, y'a des jours où c'est lourd", que se podría traducir como "Yo sé que la amo, pero maldita sea, hay días en que es pesado". Se dejó en claro que esto podría estar en contra de las reglas de Eurovisión debido a su fuerte lenguaje, pero al final esta línea de la canción se mantuvo.
"Je suis un vrai graçon" era una canción osada y arriesgada para Eurovisión en aquella época, pero tuvo la fortuna de presentarse en el último puesto de los 25 países participantes. Morato, en un memorable atuendo negro - incluyendo un leotardo, una chaqueta, un sombrero de copa y botas con tacón alto - estuvo acompañada en el escenario por Matthieu Chédid, y obtuvo 74 puntos y se posicionaron en el 7.º lugar.

## Después de Eurovisión
Morato apareció en la película La separación de 1994, junto a Isabelle Huppert y Daniel Auteuil.
Su segundo álbum de estudio, L'allumeuse, fue publicado en 1996, pero tuvo poco éxito. Fue sucedido en 1999 por el disco Moderato, el que estuvo fuertemente influenciado por una tragedia personal en la vida de Nina: la muerte de su hija recién nacida. Entre los contribuyentes del disco Moderato se puede mencionar a Arthur H y Lokua Kanza y es considerado como el mejor trabajo discográfico de Morato.
En los últimos años, ella ha estado de gira y apareciendo en producciones teatrales tales como Los monólogos de la vagina.

## Discografía
- Je suis la mieux (1993)
- L'allumeuse (1996)
- Moderato (1999)